# Vínculo entre humanos y perros

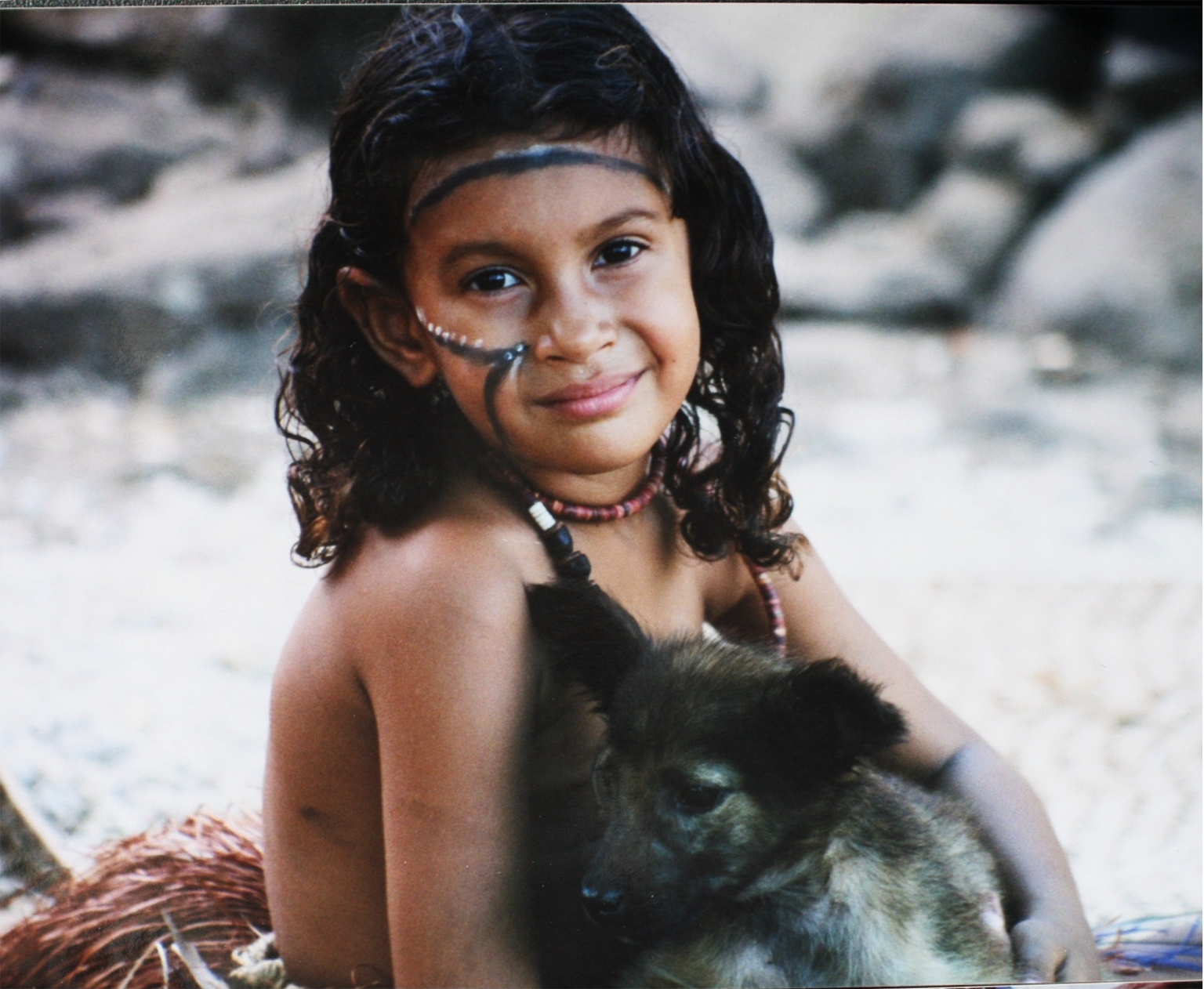
Una niña con su perro en la isla Wagifa.

El vínculo entre humanos y perros es la interacción entre humanos y perros. Esta relación se remonta al menos a hace 15.000 años, al perro de Bonn-Oberkassel, que fue encontrado enterrado junto a dos humanos. Durante siglos, los perros han sido considerados el mejor amigo del hombre. Esto es más evidente en los países occidentales, como Estados Unidos, donde más del 48% de los hogares tienen un perro como mascota.
La relación entre humanos y caninos no siempre es necesariamente positiva; Los perros pueden ser vistos desde una perspectiva extremadamente negativa dependiendo de la región. En promedio, las mujeres tienden a tener actitudes más positivas hacia los perros que los hombres, y los estudios han demostrado que tanto los perros como los humanos liberan oxitocina cuando pasan tiempo juntos. Esta liberación de oxitocina se correlaciona con la formación de un fuerte vínculo social. Los caninos son capaces de distinguir entre expresiones faciales humanas positivas y negativas y reaccionarán en consecuencia. Los perros aparecen en religiones de todo el mundo, particularmente en el folclore y los mitos mesoamericanos, lo que indica la profunda reverencia que los humanos de todo el mundo y a lo largo de la historia tienen por ellos.

## Vínculo
En cinología, el vínculo se refiere a una relación social especial entre perro y humano. Por un lado, es resultado de la socialización con las personas, y por otro, está determinado genéticamente y se interpreta como una posible adaptación evolutiva a la vida en grupos humanos. El vínculo del perro con las personas se vuelve particularmente notable cuando el animal se encuentra en situaciones estresantes. Si tienen la opción, los perros prefieren unirse a las personas.  y no entablan vínculos con otros perros.
Según Erik Zimen, el vínculo se refiere al fenómeno en el que un animal (aquí: perro) establece una relación social particularmente estrecha con otro individuo. En 1989, Heinz Weidt aplicó la teoría del apego, que explica el comportamiento de vinculación humana, a la relación entre humanos y perros. Heinz Weidt y Dina Berlowitz formularon en 1997 que “ese vínculo individual invisible puede formarse entre socios desiguales, al que llamamos además vinculación ”. Relacionan el apego con un “estado emocional caracterizado por la seguridad y la protección” en el perro y entienden el apego “en el sentido y función de un sistema vital”.
La voluntad del perro de vincularse surge de la separación de su madre y de la necesidad natural de protección. Para que se forme un vínculo con los humanos, es necesario socializar al cachorro con personas en la fase sensible de su desarrollo. En esta fase de máxima capacidad de aprendizaje desde aproximadamente el 3º al 13º grado. La semana de vida decide quién será el socio social más cercano y si el perro podrá entablar relaciones sociales.  Los cachorros de cuatro meses desarrollan una relación de apego con su cuidador principal, sin embargo, los perros también son capaces de formar nuevos vínculos más tarde rápidamente, es decir, en unos pocos días, lo que se ha observado especialmente en perros de refugios de animales. Si los perros tienen hasta 14 años. Si no tienen experiencia con personas durante una semana de su vida, generalmente muestran un fuerte comportamiento de evitación hacia ellas.
El vínculo entre perros y personas no depende sólo del entorno social. Las comparaciones de cachorros de lobo que fueron socializados intensamente con humanos con cachorros de perro en las mismas condiciones de crianza a la edad de cuatro meses mostraron que los perros mostraban un comportamiento de vinculación, mientras que los lobos no. Si bien los perros forman relaciones de vínculo con las personas, no hacen lo mismo con otros perros. Más bien, existen paralelos en los patrones de vínculo entre perros y niños. Al igual que ocurre con los niños, los trastornos del apego en los perros provocan problemas de comportamiento típicos. El trabajo del ser humano es satisfacer la necesidad de vínculo del perro. Tiene que encontrar un camino entre sobreproteger al perro y descuidar su necesidad de protección; sus acciones determinan la calidad del vínculo. Debe reconocer las necesidades del perro, reaccionar en consecuencia y ser un compañero fiable para él.
El comportamiento vincular del perro se caracteriza por factores internos y externos, que determinan en qué medida busca y mantiene cercanía con su cuidador y si, y en qué medida, muestra un comportamiento exploratorio en el cual el cuidador actúa como base segura.
Una relación puede describirse como un vínculo si (en el caso perro-humano) el perro puede reconocer al humano (distinción individual), lo ve como una base segura cuando explora y en peligro (secure base effect) y cuando se encuentran después de una separación estresante saluda a las personas y muestra un comportamiento más relajado.
Los psicólogos creen que la relación entre humanos y caninos es un vínculo de apego bidireccional, que se asemeja a la típica relación entre cuidador humano y bebé, y muestra todas las características habituales de un vínculo típico. Algunos ejemplos de comportamientos que llevaron a los científicos a esta conclusión son la exhibición de un comportamiento de búsqueda de proximidad en el que el canino buscará a su cuidador como un medio para afrontar el estrés y, en consecuencia, la ausencia del cuidador desencadenará ansiedad por separación en diversos grados. Otro comportamiento de este tipo es el efecto refugio, que describe cuando el canino explora más libremente objetos nuevos en presencia del cuidador. Los caninos son capaces de evaluar los estados emocionales de los humanos, así como de discriminar a los humanos por niveles de familiaridad.
Los estudios han demostrado que los perros de los refugios se benefician al interactuar con completos extraños. Estas interacciones dan como resultado una reducción del cortisol plasmático, que se correlaciona con una reducción general del estrés. Estos resultados demuestran el deseo innato de los caninos de formar un vínculo con un humano y también demuestran los efectos positivos para la salud del canino asociados con la relación.
Estudios también revelan un aumento de afectividad en personas con perros, especialmente en las últimas décadas, cuando el número de canes considerados miembros de la familia ha aumentado de forma significativa. Algunos sociólogos explican esta transformación mediante dos hipótesis: la hipótesis relacional, que interpreta el fortalecimiento del vínculo humano-perro como reflejo de una sociabilidad interpersonal deficiente, y la hipótesis del estilo de vida, según la cual la convivencia con estos animales expresa el anhelo de reconectar con el mundo natural en contextos urbanos cada vez más artificializados.
Ante una pérdida, por muerte o separación, la mayoría de los cuidadores reportan intensos sentimientos de duelo.

## Investigación

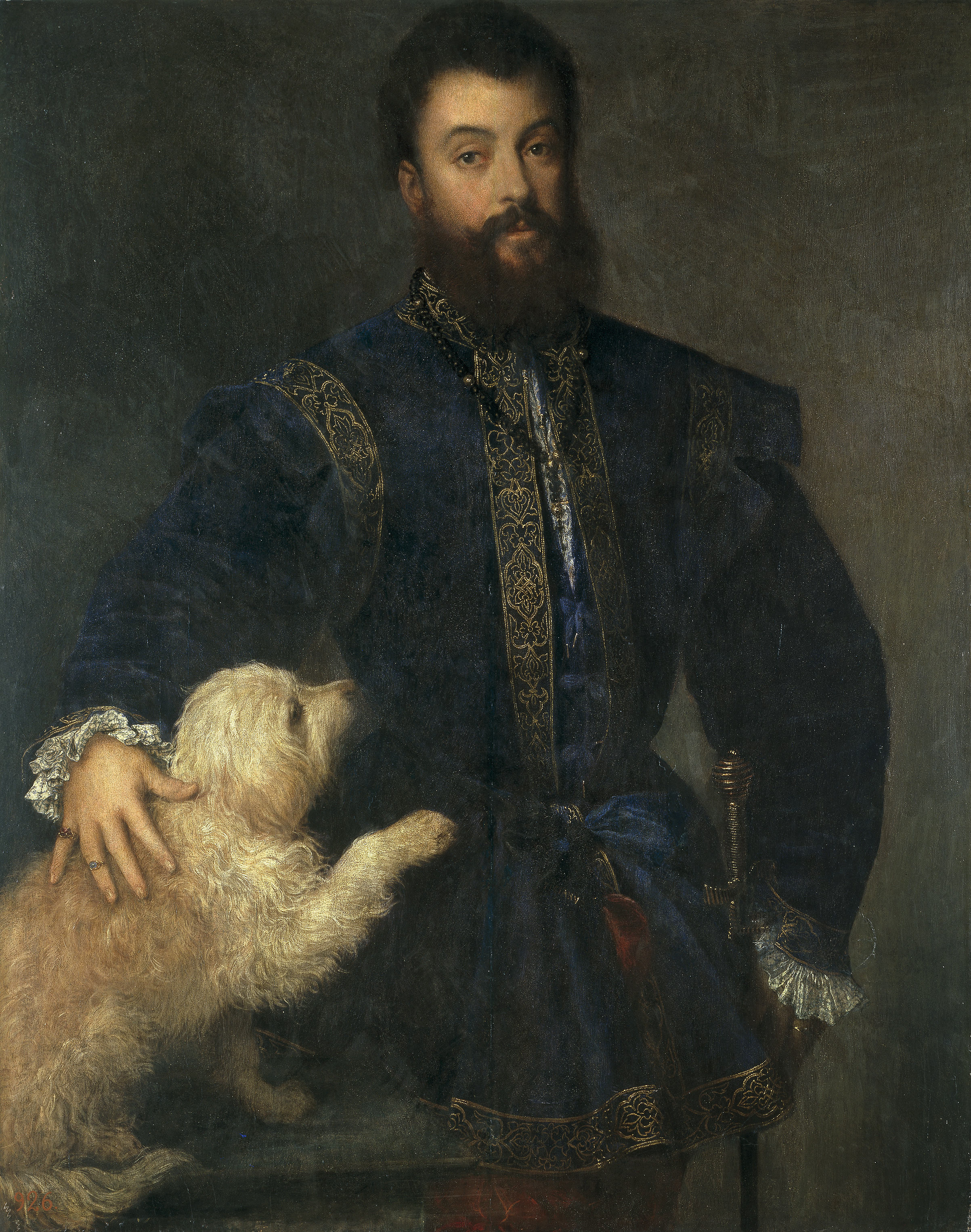
Federico II de Gonzaga acariciando a un perro, de Tiziano en Retrato de Federico II Gonzaga (c. 1529)

El vínculo entre humanos y caninos fue reconocido por Boris M. Levinson, quien tuvo una inmensa influencia en el establecimiento del campo de estudio. Levinson es conocido por descubrir accidentalmente los beneficios de la terapia asistida con mascotas. Descubrió que los niños retraídos y poco comunicativos interactuaban positivamente cada vez que él llevaba a su perro, Jingles, a sus sesiones de terapia. Su descubrimiento fue reforzado aún más por Sam y Elizabeth Corson, quienes estuvieron entre los primeros en investigar y evaluar la terapia facilitada por mascotas.
A principios de la década de 1980, el término "vínculo humano-animal" (human–animal bonding) fue acuñado oficialmente por Leo K. Bustad, quien pronunció una conferencia sobre la relación entre humanos y mascotas el 28 de octubre de 1983 en el Simposio Internacional de Viena. Este simposio se celebró en honor a Konrad Lorenz y durante su conferencia, Bustad lo elogió por su trabajo sobre el vínculo entre humanos y animales y alentó a otros a aprovechar el trabajo de Lorenz sobre el tema. A principios de la década de 1970, Konrad Lorenz había desarrollado el campo de la etología con su importante investigación sobre la impronta del comportamiento en los gansos.
Bustad y otros defensores de la terapia con mascotas formaron la Sociedad Delta, que se basó en el trabajo anterior de Levinson y Croson. En las décadas de 1970 y 1980, las conferencias nacionales e internacionales llevaron a un mayor reconocimiento del vínculo entre humanos y animales. Desde entonces, ha habido una amplia cobertura mediática de los programas de terapia y actividades asistidas por animales y del adiestramiento de perros de servicio.

## Tipos de relaciones
Hoy en día, los perros se mantienen principalmente como mascotas domésticas, aunque todavía sigue habiendo una población considerable de perros de trabajo en todo el mundo. Hoy en día, los perros de trabajo realizan una variedad de trabajos más amplia que nunca en la historia, trabajando en campos como la detección de explosivos, la terapia y la detección de especies invasoras. Los perros se utilizan para el servicio debido a su sentido del olfato muy desarrollado. Las investigaciones muestran que pueden oler las emociones humanas. Se forma un fuerte vínculo canino-humano entre el perro y el guía mientras realizan trabajos juntos; Se requiere un vínculo fuerte para realizar su trabajo de manera segura y rápida. Muchas de las personas que trabajan con una pareja canina también vivirán con ellos, lo que facilita un vínculo fuerte entre ambos socios. Muchos perros militares también han sido adoptados por sus antiguos adiestradores una vez retirados. Los trabajos canino-humanos abarcan campos que incluyen la caza, el pastoreo, el ejército, la medicina y la búsqueda.

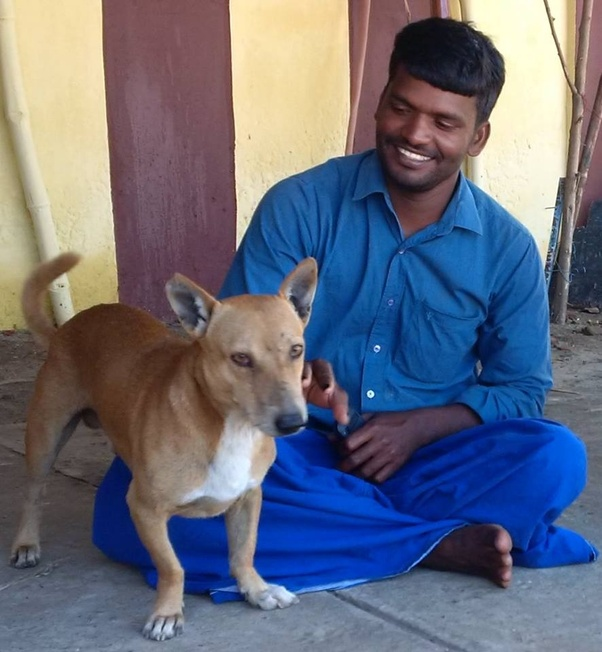
Hombre con perro en India

### Mascotas
En el mundo occidental, los perros se encuentran más comúnmente como mascotas domésticas. La inmensa mayoría de los dueños de perros estadounidenses informan que sienten que su perro es un miembro más de su familia. Muchos propietarios occidentales permiten que sus perros duerman en sus camas con ellos y reportan una menor ansiedad. En las culturas musulmanas, el perro se considera impuro y el consenso general en esos países es que tener un perro como mascota es impuro. Se informan resultados casi universalmente positivos entre quienes tienen perros como mascotas. El vínculo humano-canino se fortalece o disminuye dependiendo de la cantidad y calidad del tiempo que se pasa con el canino y mediante actividades como caminar, alimentarse, arreglarse y jugar de manera rutinaria.

### Pastoreo

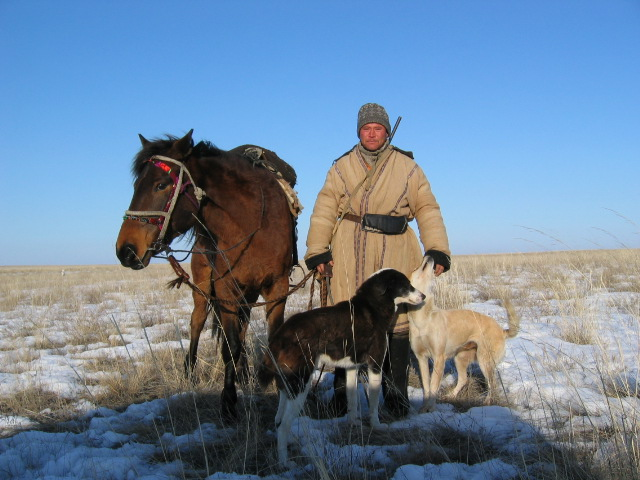
Pastor kazajo con sus perros pastores

El perro pastor ha trabajado durante mucho tiempo junto a los humanos, y el inicio de las actividades de pastoreo se produjo aproximadamente en la época de la domesticación de las ovejas. Los perros pastores de hoy han desarrollado un conjunto único de rasgos y gestos que los hacen ideales para el trabajo. Los perros pastores generalmente pueden clasificarse en varias categorías: protectores, conductores, cabeceadores y escoladores. Los perros pastores dependen de muchas habilidades de los depredadores, como la postura y el contacto visual, en lugar de la fuerza bruta.

### Caza
La caza es uno de los trabajos más antiguos que han realizado los perros junto con los humanos. Se ha encontrado arte rupestre que data del Neolítico y que representa a perros y humanos cazando juntos. En particular, un mural descubierto en Arabia Saudita que tiene más de 9.000 años representa a un perro domesticado utilizado para la caza. Hoy en día, los perros de caza generalmente se clasifican en una de tres categorías; Terriers, perros de caza y perros de caza. Los terriers son perros más pequeños que se pueden utilizar para cazar animales pequeños como pájaros y conejos. Los perros de caza se utilizan principalmente durante la caza en tierras altas y humedales para recuperar la presa caída. Los perros de caza suelen especializarse en la persecución y utilizan una variedad de ruidos para ahuyentar a la presa, que se utilizan en la caza de mamíferos más grandes como ciervos, coyotes, jabalíes y zorros.

### Trineo

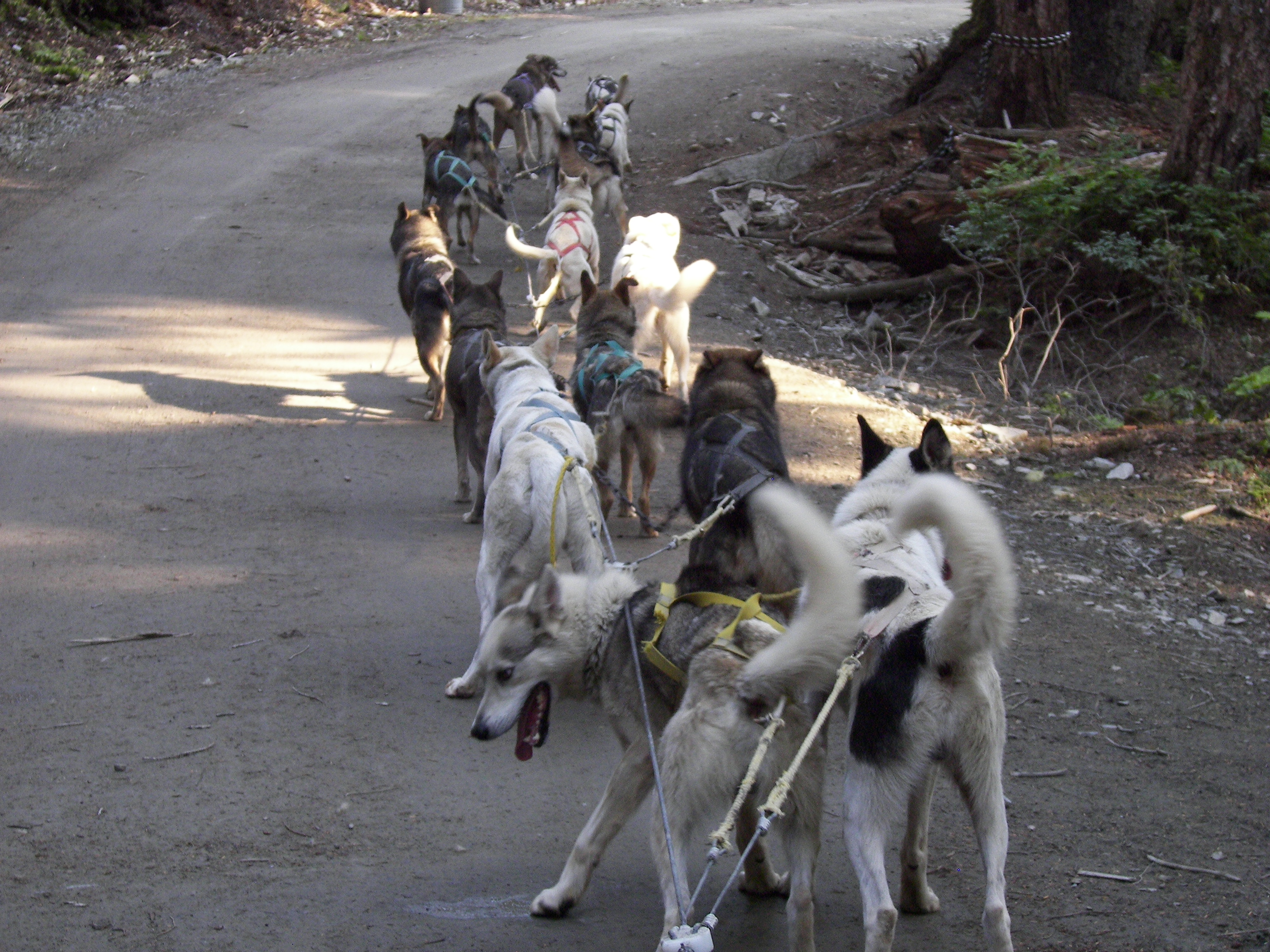
equipo de trineo

Los trineos tirados por perros comenzaron como un deporte formal en América del Norte en 1908; sin embargo, la práctica de utilizar perros para tirar de trineos se remonta al menos al año 6000 a. C. Se han encontrado restos de trineos y arneses junto con restos caninos en Siberia que datan del carbono hace 7800-8000 años. Un musher de perros necesitará desarrollar un vínculo estrecho a veces con hasta 20 o más perros en su perrera para mantener un equipo leal y altamente receptivo. El musher deberá cultivar una relación particularmente sólida con su perro guía. El perro guía decidirá en última instancia qué camino tomará el equipo.

### Militar

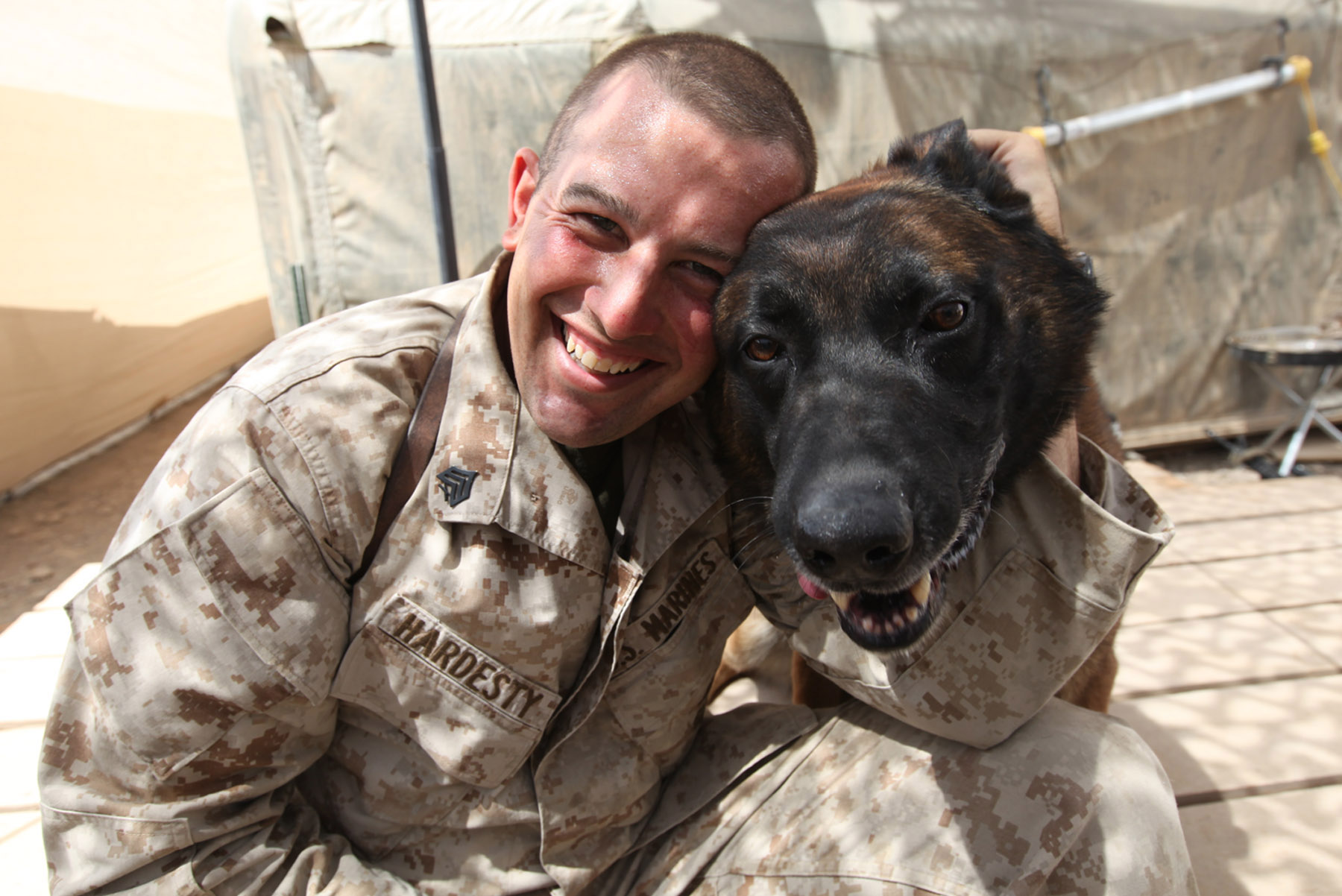
Un perro rastreador de combate con su guía.

Los caninos se emplean en todo el mundo en varios ejércitos de todo el mundo, donde realizan una variedad de trabajos en tierra, mar y aire. En los Estados Unidos de América, el Cuerpo Veterinario del Ejército y el 341.º Escuadrón de Entrenamiento brindan capacitación y logística para muchos de los cuidadores y caninos. Lackland AFB tiene alrededor de 900 caninos en un momento dado. El comandante del 341º Escuadrón de Entrenamiento, William Roberts, afirma que su misión es "producir un perro que patrulle y detecte narcóticos o explosivos". En el pasado, los perros de trabajo militar en los EE. UU. a menudo eran sacrificados después de retirarse, especialmente si se los consideraba no aptos para la vida hogareña o mostraban comportamientos agresivos. Sin embargo, hoy en día, el ejército hace todo lo posible para adoptar estos perros en familias calificadas. Sólo se sacrifican perros con afecciones médicas graves.
En el Reino Unido, el 1.er Regimiento de Perros de Trabajo Militar proporciona perros entrenados y adiestradores para apoyar a las fuerzas armadas en diversas operaciones, y está compuesto por 299 soldados y oficiales regulares con la capacidad de aumentar hasta una capacidad máxima de 384 perros de trabajo militares.
La relación entre un soldado y su perro a menudo se considera profundamente arraigada e inquebrantable, de modo que el guía y el perro pueden leer cambios casi imperceptibles en el lenguaje corporal de cada uno. En el ejército de los EE. UU., el perro de trabajo militar tiene tradicionalmente un rango más alto que su adiestrador para que se le brinde el respeto que merece.
Ejemplos de perros de trabajo militares incluyen:
- Perro guardian
- Perro de ataque
- Perro policía

### Búsqueda

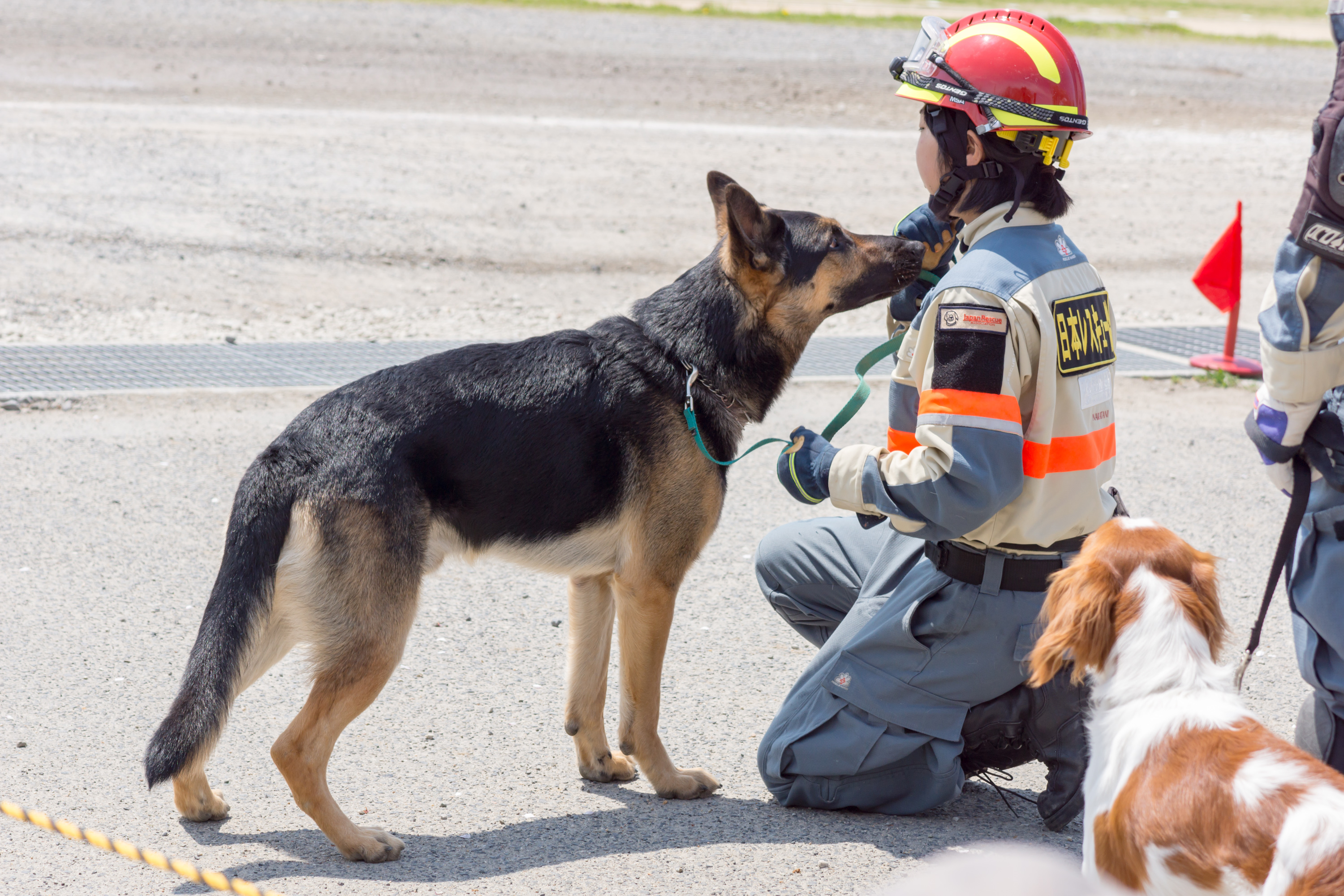
Perro de búsqueda y rescate con guía.

Debido a su sentido del olfato altamente desarrollado, muchos caninos hoy en día trabajan con sus cuidadores para buscar muchas cosas, incluidas drogas, especies invasoras y personas. Los primeros perros de búsqueda y rescate fueron los San Bernardo, que fueron entrenados para localizar a viajeros perdidos o varados en los Alpes suizos.
Los perros y sus cuidadores habrán formado un vínculo estrecho que les permitirá interpretar correctamente el lenguaje corporal de cada uno, lo que conducirá a la detección exitosa del objeto o persona deseada. Ejemplos de lenguaje corporal que se debe buscar cuando el perro comienza a "golpear" un cono de olor son pequeñas pausas, movimientos de la cola y bocanadas de aire con la nariz. Cada perro es diferente y presentará diferentes señales que requerirán mucho entrenamiento dedicado por parte del guía para aprender a interpretarlas correctamente.

### Asistencia

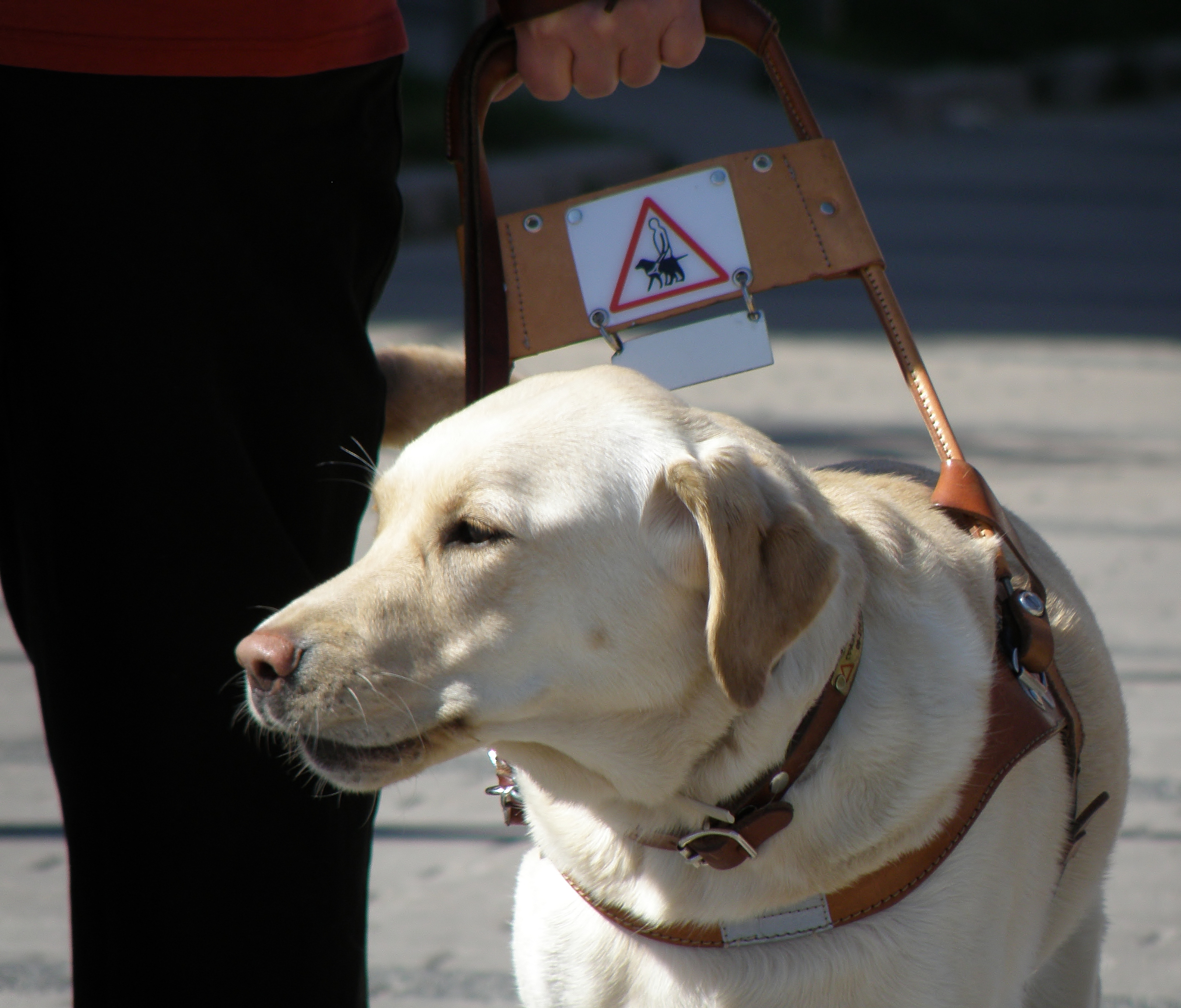
Perro de asistencia

Las personas que sufren aislamiento, depresión y otras enfermedades mentales hasta el punto de interferir significativamente con su vida diaria pueden encontrar seguridad en un animal de apoyo emocional, sin embargo es importante recordar que generalmente los perros que caen en el apoyo emocional La categoría animal no requiere ningún entrenamiento específico. Como resultado de los estudios del Dr. Samuel Corson, las mascotas se han convertido en algo común en los hogares de ancianos, donde pueden brindar comodidad y afecto a las personas. Los perros de terapia se utilizan en hospitales de todo el mundo, donde pueden tener un impacto positivo en una variedad de diagnósticos, incluido el cáncer.
Ejemplos de perros de asistencia incluyen:
- Perro guía
- Perro señal
- Perro de asistencia en movilidad
- Perro de respuesta médica
  - Perro de asistencia para personas epilépticas
  - Perros de asistencia en autismo

## Beneficios para la salud

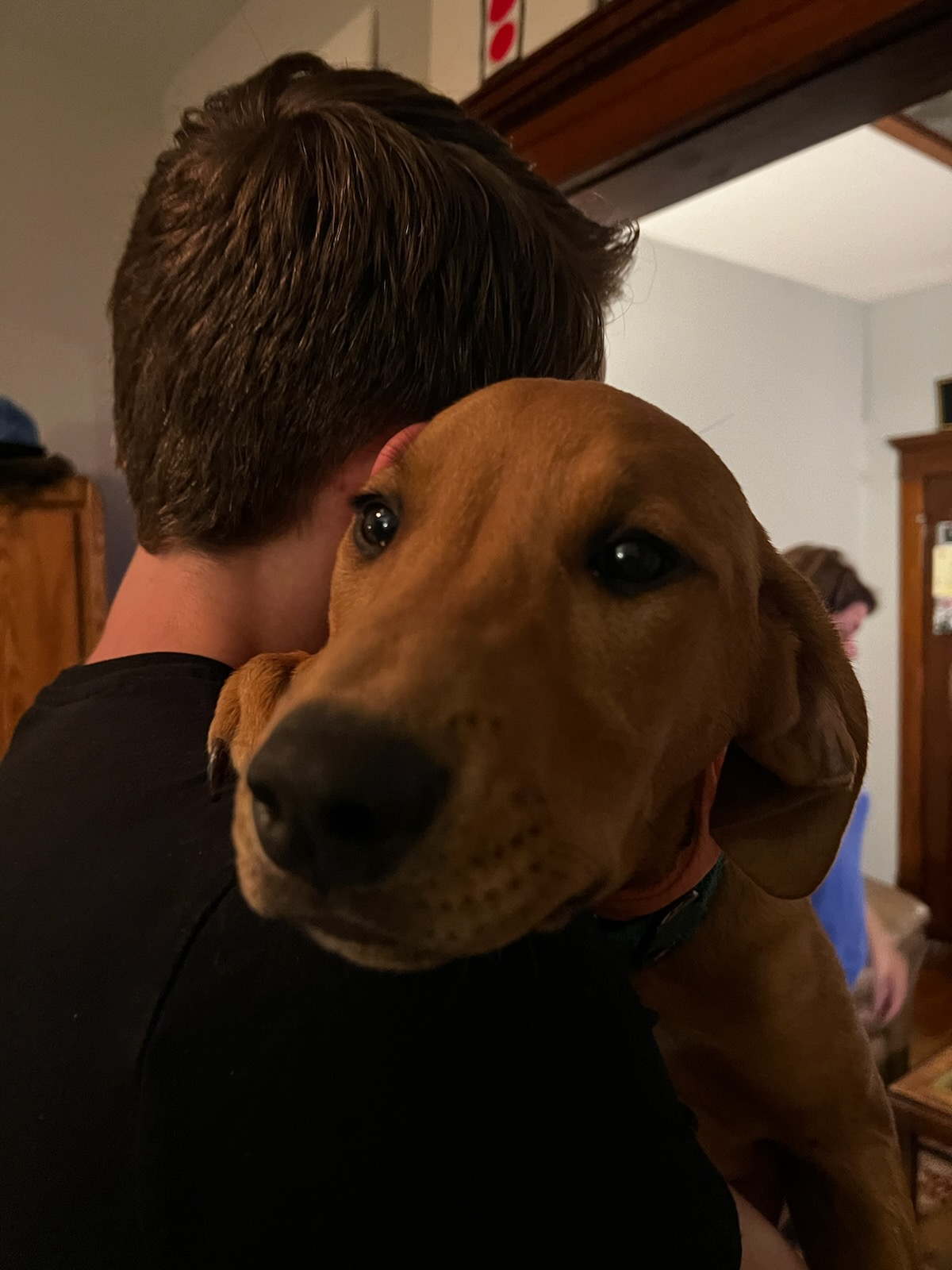
Un perro de compañía en brazos de su dueño.

El impacto social de los caninos en los humanos es especialmente significativo para aquellos que tienden a estar más aislados, como los niños sin hermanos o las personas mayores. Desde este punto de vista, el animal es parte de nuestra comunidad y es un determinante importante para el bienestar psicológico.
Según la psicología del yo, un animal puede ser un "objeto del yo" que da una sensación de cohesión, apoyo o sustento al sentido de sí mismo de una persona. La autopsicología explica por qué algunos animales son tan cruciales para el sentido de identidad y bienestar de una persona. La compañía canina a menudo ayuda a las personas a desarrollar una rutina diaria y les brinda algo que esperar cada día. Los estudios también muestran que tener un perro reduce el estrés, alivia la ansiedad, e incluso puede prolongar la vida útil de un ser humano.

## Abuso
A pesar de la relación normalmente positiva, hay casos en los que los perros se han vuelto contra su dueño o contra otros humanos. También hay casos en los que una relación normalmente positiva puede resultar en que un humano abuse de su perro, ya sea psicológica o físicamente. Las razones por las que un humano o un perro se vuelven contra su compañero son diversas y poco comprendidas, pero generalmente pueden reducirse a una socialización inadecuada o problemas de salud mental subyacentes para cualquiera de las partes.

## Otras lecturas
- Jon Franklin (1 de septiembre de 2009). The Wolf in the Parlor: The Eternal Connection Between Humans and Dogs. Macmillan. ISBN 978-0-8050-9077-2. Consultado el 28 de mayo de 2011.
- Child development: Endenburg, Nienke & vanLith, Hein A. (2010). "The influence of animals on the development of children" The Veterinary Journal
- Daly, Beth; Morton, L. L. (2009). «Empathetic Differences in Adults as a Function of Childhood and Adult Pet Ownership and Pet Type». Anthrozoös 22 (4): 371-382. S2CID 145010365. doi:10.2752/089279309x12538695316383.
- Health; Gillum, Richard F.; Obisesan, Thomas O. (2010). «Living with Companion Animals, Physical Activity and Mortality in a U.S. National Cohort». Int. J. Environ. Res. Public Health 7 (6): 2452-2459. PMC 2905559. PMID 20644682. doi:10.3390/ijerph7062452.
- Animal-assisted; Animal-assisted; Friesen, Lori (2009). «Exploring Animal-Assisted Programs with Children in School and Therapeutic Contexts». Early Childhood Education Journal 37 (4): 261-267.
- Elyssa Payne, Pauleen Bennett, Paul McGreevy: Current perspectives on attachment and bonding in the dog–human dyad. In: Psychology Research and Behavior Management. Band 8, 2015, S. 71–79, doi 10.2147/PRBM.S74972.
- J. Solomon, A. Beetz, I. Schöberl, N. Gee, K. Kotrschal: Attachment security in companion dogs: adaptation of Ainsworth’s strange situation and classification procedures to dogs and their human caregivers. In: Attachment & Human Development. 21, 2018, S. 389–417, doi 10.1080/14616734.2018.1517812.

- Datos: Q863665